# Mateucharis watshami
Mateucharis watshami är en stekelart som beskrevs av John M. Heraty 2002. Mateucharis watshami ingår i släktet Mateucharis och familjen Eucharitidae. Inga underarter finns listade i Catalogue of Life.